# Pareid
Pareid település Franciaországban, Meuse megyében. Lakosainak száma 111 fő (2022. január 1.). Pareid Harville, Hennemont, Maizeray, Parfondrupt, Pintheville és Villers-sous-Pareid községekkel határos.

## Népesség
A település népességének változása:
| Lakosok száma | 132  | 102  | 93   | 108  | 124  | 121  | 119  | 117  | 115  | 111  |
|               | 1968 | 1982 | 1990 | 2006 | 2013 | 2015 | 2017 | 2019 | 2020 | 2022 |